# Harold Kay
Pour les articles homonymes, voir Kay.
Harold Kay, né le 16 mars 1926 à Courbevoie (Seine) et mort le 16 juillet 1990 à Clamart (Hauts-de-Seine), est un animateur de radio et acteur français.

## Biographie
Entré à Europe 1 en 1956, Harold Kay, de son vrai nom Harold Jean Krzyzanovski, d'origine écossaise, a animé pendant plus de trente ans des émissions de variétés et de jeux radiophoniques, notamment en compagnie de Pierre Bellemare : 20 millions cash (1976), Le sisco (1978), Le tricolore (1980), Tous pour un (1982) ou La grande corbeille (1983) avec Jacques et Jean-Paul Rouland et Jean-Marc Epinoux.
En juin 1970, il est victime d'un infarctus du myocarde et hospitalisé à Besançon.
Il anime en 1983, Les petits papiers de noël sur FR3.
En 1985, il assure l'animation de la tranche matinale 5 h-7 h puis les matinales du week-end 5 h-9 h en 1986.
Il avait acquis une notoriété nationale en animant durant la période estivale les Podiums dans les stations balnéaires et aux étapes du Tour de France.
Après un départ d'Europe 1 en 1987, Harold Kay s'était orienté vers la télévision : à TF1, il devient la voix off de l'émission Le Juste Prix animé par Max Meynier (1987, le dimanche à 14 h 15) puis par Patrick Roy (1988, chaque jour à 12 h 30). Au début des années 1980
il est souvent l'invité des émissions : Les Jeux de 20 heures animés par Maurice Favières, Maître Capelo et Jean-Pierre Descombes (FR3) ainsi que L'Académie des neuf animée par Jean-Pierre Foucault (Antenne 2). Il participe, en 1989, à l'émission de Dorothée Pas de pitié pour les croissants.
En tant qu'acteur, Harold Kay est apparu dans une dizaine de films ou téléfilms principalement au début des années 1960. Mais également dans les années 1980 : Le sang des autres (1983) de Claude Chabrol avec Jodie Foster ou Le cow-boy (1984) de Georges Lautner avec Aldo Maccione.
Il meurt le 16 juillet 1990 à Clamart d'une complication infectieuse survenue après une transplantation cardiaque. Il est incinéré et ses cendres sont transportées dans sa propriété de Gordes (Vaucluse).

## Filmographie

### Cinéma
- 1955 : Des gens sans importance d'Henri Verneuil
- 1958 : Arrêtez le massacre / Le Bourreau des cœurs d'André Hunebelle
- 1959 : La Chatte sort ses griffes d'Henri Decoin
- 1959 : Signé Arsène Lupin d'Yves Robert : un noceur
- 1960 : Les Amours de Paris de Jacques Poitrenaud
- 1960 : Candide ou l'Optimisme au XXe siècle de Norbert Carbonnaux
- 1960 : Colère froide d'André Haguet
- 1960 : Le Mouton de Pierre Chevalier
- 1961 : Une blonde comme ça de Jean Jabely
- 1962 : L'inspecteur Leclerc enquête de Marcel Bluwal, épisode : Face à face (TV)
- 1963 : Cherchez l'idole de Michel Boisrond
- 1980 : Les Malheurs d'Octavie de Roland Urban - voix seulement -
- 1984 : Meurtres en circuit fermé de Roland Urban (inachevé)
- 1984 : Le Sang des autres de Claude Chabrol
- 1984 : Le Cowboy de Georges Lautner
- 1986 : Emmanuelle 5 de Walerian Borowczyk

### Télévision
- 1962 : L'inspecteur Leclerc enquête, épisode "Face à face" de Marcel Bluwal : le secrétaire
- 1965 : Le Bonheur conjugal de Jacqueline Audry.